# Carlos Arroyo (arquitecto)
Carlos Arroyo Zapatero (n. 14 de junio de 1964) es un arquitecto, urbanista y crítico español con estudio en Madrid. Su obra y proyectos, en Europa, África y América, ha recibido premios al mejor edificio público de Bélgica, a la innovación residencial y a la sostenibilidad en Madrid, y el premio europeo Holcim Silver Award Europe a la construcción sostenible.

## Biografía
Tras obtener el título del Institute of Linguists de Londres en 1990, se asienta en Madrid donde en 1997 obtiene el título de  Arquitecto por la ETSAM.
En 2001 gana el premio europeo Europan, con un innovador proyecto de vivienda flexible, lo que le lleva a exponer en la 8ª Bienal de Venecia. En 2003 realiza el Proyecto H↔H, para plantear nuevas tipologías de vivienda, que tiene una importante repercusión en el discurso contemporáneo sobre las formas de habitar, publicándose en El Croquis, y en exposiciones como Freshmadrid y FreshAbroado Génération Europan en París.
En 2006 gana su primer concurso en Bélgica, la Academia de Artes Escénicas MWD de Dilbeek, inaugurado en 2012, que ya en 2015 fue declarado patrimonio histórico del futuro (patrimonium voor de toekomst).
En 2008 gana el concurso para construir OostCampus, el Ayuntamiento y Centro Cívico de Oostkamp, que se inaugura en 2012, y adquiere una gran repercusión internacional exponiéndose en la 14ª Bienal de Venecia, en la de Seul, y en el Centre Pompidou de París, que adquiere las maquetas de trabajo y los dibujos originales para su colección permanente.
En 2012 diseña Nobelia, un edificio de usos mixtos en Kigali, Ruanda, que es el primer diseño certificado 6 estrellas GBC en África intertropical, y una referencia entre los Edificios de Energía Cero o NZEB en esa región climática.
En 2018 obtiene el título de Doctor Internacional cum laudepor la Universidad Politécnica de Madrid, con la Tesis titulada Artealización y ecología: un cronograma de paisajes productivos sostenibles, que entre otras publicaciones fue presentada en la 16ª Bienal de Venecia, en el Pabellón de España.En relación con esta investigación, en 2023 ejerce de Comisario de un Itinerario sobre Paisajes productivos en la Casa de la Arquitectura.
Desde 2005 es Profesor de Proyectos Arquitectónicos e investigador de la Universidad Europea de Madrid.Entre 2000 y 2008 fue Profesor de Proyectos Arquitectónicos en la Escuela Técnica Superior de Arquitectura y Geodesia (Universidad de Alcalá).
Actualmente y desde 2004 es Miembro del Comité Científico Europan Europatras serlo del Comité Nacional Europan Españaentre 2002 y 2004.
Sus trabajos aparecen en publicaciones como El Croquis (n.º 119), Bauwelt, Bau, Arquitectura, AV, circo, Fisuras, ON diseño, etc, y ha sido invitado como profesor y conferenciante a numerosas universidades e instituciones españolas e internacionales (París, Tokio, Berlín, Nueva York, Oslo, Edimburgo, Viena, Milán, Lisboa, Atenas, Buenos Aires, Lima, Bogotá...)

## Obras más representativas

### Arquitectura
- OostCampus,[22] Oostkamp, Bélgica
- Casa MSA6, Madrid
- Edificio TSM3, Madrid
- Casa Encuentro, Tabernas, Almería
- Casa del Amor, Madrid
- Copropiedad CLV, Válor, Granada (premio EMVS Sostenibilidad e Innovación Residencial)
- Complejo AAN, Salamanca
- Academia MDW, Dilbeek, Bélgica (1.er Premio)
- La Maison d'Eros, Museo, Medinaceli

### Urbanismo
- Ecobarrio de Toledo, Toledo (Europan, 1.er Premio)
- Ferial de Villanueva de la Cañada, Madrid (2.º Premio)

### Libros (selección)
- Vivienda y sostenibilidad en España, Vol. 2 - Toni Solanas Ed. Gustavo Gili, Barcelona 2007
- Emergentes 06 – Ed. COAAragón, Zaragoza 2007
- Europan Generation. The reinterpreted City. - Ed. La cité de L´Architecture et du Patrimoine / Europan, París 2007
- Arquitecturas S.XXI - Ed. ea! Ediciones de arquitectura. Madrid 2007 - Págs.98-117
- Sostenibilidad y Tecnología en la Ciudad – Foro Civitas nova – Libro Verde - Ed. Fundación Civitas Nova. Albacete 2006 - Págs 6-33
- Guía de Arquitectura de Madrid 1975-2007 -(AA.VV) Ed. EMVS Madrid 2006
- Vivienda en España - (AA.VV.) Ed. El Viso. Madrid 2006
- Freshmadrid - Ed. ea! Ediciones de arquitectura – db 10. Madrid 2006 - pags 196-205
- Catalogue of implementations. - Ed. Europan - Europe, París 2004
- Biennale di Venezia (Catalogo) Paisajes Internos. - Ed. Pabellón de España. Madrid 2002 - Pags. 186-196 y CD-Rom.

### Revistas (selección)
- Minerva, N.º IV[23]
- El Croquis, N.º 119[24][25] (2004); N.º 136/137[26][27] (2007) - Madrid.
- Arquitectos - Revista del CSCAE, N.º 181 (2007) - Madrid.
- Pasajes, N.º 94[28] (2008); N.º 25 (2007) - Madrid.
- Arquitectura, Revista del COAM, N.º 326 (2002) N.º 344 (2006) - Madrid.
- InfoDOMUS, N.º 1 - julio-agosto de 2006 - Madrid.
- EPS – El País Semanal. Madrid, enero de 2004

## Premios
- Premio Oro Prijs Bouwmeester 2013[29] concedido por el Gobierno de Flandes a OostCampus, Oostkamp.
- Lista Archdaily Los 65 Mejores Edificios del Mundo en 2012, Academie MWD[30]
- Lista Archdaily Los 65 Mejores Edificios del Mundo en  2012, OostCampus[31]
- Premio europeo Holcim Silver Award Europe for Sustainable Construction[32] 2011
- Nominado al Premio Mies van der Rohe[33] 2011
- 1.er Premio Concurso internacional Open Oproep[34] por OostCampus. Ayuntamiento y Centro Cívico. Bélgica 2008
- 1.er Premio Concurso internacional Open Oproep por MWD Academia de Artes Escénicas. Bélgica 2007
- Premio Internacional a la Sostenibilidad e Innovación Residencial. EMVS. Madrid 2006
- 2º Premio Concurso nacional: Ferial y zonas recreativas. Vilanueva de la Cañada. Madrid 2004
- Premios Saloni: Estudio y Refugio en Nuñez de Arce 2003
- 1.er Premio Concurso internacional EUROPAN VI. Toledo: Ecobarrio de Toledo 2001 (desarrollado)
- 1.er Premio Concurso restringido: Ático para Coleccionista en la calle de la Estrella de Madrid 001 (construido)
- 1.er Premio Concurso nacional: pabellón Franchipolis para Deutsche Bank. Fira de Valencia 2000 (construido)
- 2º Premio Concurso nacional: centro de día de personas mayores. Ayuntamiento de San Sebastián de los Reyes 2000
- 1.er Premio Concurso nacional: Museo del Agua de Tenerife. Ayuntamiento de Guimar 1999
- Premio Isover, al mejor PFC (Proyecto Fin de Carrera) del año en la ETSAM 1997